# سوفي داريلنغتون
سوفي داريلنغتون (بالإنجليزية: Sophie Darlington)‏ هي مصورة ومصورة سينمائية بريطانية، ولدت في عقد 1960.

## وصلات خارجية
- سوفي داريلنغتون على موقع IMDb (الإنجليزية)
- سوفي داريلنغتون على موقع قاعدة بيانات الفيلم (الإنجليزية)